# Dirka po Franciji 1970
| Mesto | Ime                  | Država     | Čas          |
| ----- | -------------------- | ---------- | ------------ |
| 1     | Eddy Merckx          | Belgija    | 119h 31' 49" |
| 2     | Joop Zoetemelk       | Nizozemska | 12' 41"      |
| 3     | Gösta Pettersson     | Švedska    | 15' 54"      |
| 4     | Martin Vandenbossche | Belgija    | 18' 53"      |
| 5     | Marinus Wagtmans     | Nizozemska | 19' 54"      |
| 6     | Lucien Van Impe      | Belgija    | 20' 34"      |
| 7     | Raymond Poulidor     | Francija   | 20' 35"      |
| 8     | Antoon Houbrechts    | Belgija    | 21' 34"      |
| 9     | Francisco Galdos     | Španija    | 21' 45"      |
| 10    | Georges Pintens      | Belgija    | 23' 23"      |

Dirka po Franciji 1970 je bila 57. dirka po Franciji, ki je potekala leta 1970.

## Pregled
| Kategorije                          | Podatki         |
| ----------------------------------- | --------------- |
| Začetek-konec                       | Limoges - Pariz |
| Dolžina (km)                        | 4.254           |
| Število etap                        | 23              |
| Povprečna hitrost zmagovalca (km/h) | 35,589          |
| Kolesarjev                          | 150             |
| Tekmo končalo                       | 100             |